# Lac Triangle
Le lac Triangle est un lac situé dans la province canadienne de l'Ontario.